# 西船場町
西船場町（にしせんばちょう）は、徳島県徳島市の町名。新町地区に属している。西船場町一丁目から西船場町五丁目まで存在する。郵便番号は770-0901。

## 地理
徳島市の北東部に位置し、北から東は新町川に面し、西は西新町に隣接する。新町川に架かる新町橋から佐古橋に至る町筋で、県経済の中枢となっている。阿波銀行本店をはじめ各種の企業社屋や問屋が立ち並ぶ。パーキングや貸ビルも目につく。

### 河川
- 新町川

## 歴史
元は船場町・西新町の各一部で、昭和16年に現在の町名となった。船場町のうち新町橋以西で佐古町に接する部分。

## 世帯数と人口
2022年（令和4年）9月1日現在の世帯数と人口は以下の通りである。
| 町丁          | 世帯数  | 人口  |
| ------------- | ------- | ----- |
| 西船場町1丁目 | 6世帯   | 9人   |
| 西船場町2丁目 | 11世帯  | 15人  |
| 西船場町3丁目 | 52世帯  | 73人  |
| 西船場町4丁目 | 31世帯  | 60人  |
| 西船場町5丁目 | 15世帯  | 33人  |
| 計            | 115世帯 | 190人 |

## 小・中学校の学区
市立小・中学校に通う場合、学区は以下の通りとなる。
| 番地 | 小学校             | 中学校             |
| ---- | ------------------ | ------------------ |
| 全域 | 徳島市立新町小学校 | 徳島市立富田中学校 |

## 施設
- 阿波銀行

## 交通

### 道路
一般国道
- 国道438号